# مال کنون
مال کَنون  نوعی از رسم و آیین عشایر بختیاری است و به زمان کوچ آنها گفته می‌شود. لغت «مال» به معنی آبادی و سیاه چادرها و «کَنون» به معنی از جای خود دل کندن است.

## ثبت جهانی
این آئین در چهارمحال و بختیاری به ثبت جهانی رسید. 